# NGC 293
NGC 293 este o galaxie spirală barată situată în constelația Balena. A fost descoperită în 27 septembrie 1864 de către Albert Marth.